# 盧卡斯·德勞希
盧卡斯·德勞希（Lukáš Dlouhý，1983年4月9日—），是一位捷克男子職業網球運動員。於2001年轉為職業選手。生涯單打最高排名為73（2006年4月3日），生涯雙打最高排名為第5（2009年6月22日）。
德勞希在單打最好在的成績，在2006年法網到達第三輪。
雙打成績方面較為出色，德勞希與利安德·帕斯合作，在2009年各奪得法網與美網冠軍。

## 單打戰績表
| 大滿貫系列賽 | 2005 | 2006 | 2007 | 2008 | 生涯 勝-負 |
| ------------ | ---- | ---- | ---- | ---- | ---------- |
| 澳網         | A    | 1R   | 2R   | 1R   | 1–3        |
| 法網         | 2R   | 3R   | 1R   | A    | 3–3        |
| 溫布頓       | A    | 2R   | 1R   | A    | 1–2        |
| 美網         | A    | 1R   | A    | A    | 0–1        |
| 大滿貫 勝-負 | 1-1  | 3-4  | 1-3  | 0-1  | 5-9        |
| 年終排名     | 98   | 99   | 155  |      | N-A        |

A = 未參賽

## 外部連結
- 盧卡斯·德勞希（英文/西班牙文）的官方資料
- 盧卡斯·德勞希的國際網球總會 職業／青少年 官方資料（英文）
- 盧卡斯·德勞希的官方資料（英文）